# Адамски, Мартин
Мартин Адамски (чеш. Martin Adamský; 13 июля 1981, Студенка, Чехословакия) — чешский хоккеист, нападающий. Чемпион Чехии 2011 и 2019 годов. Известен по выступлениям за «Оцеларжи Тршинец» в чешской Экстралиге.

## Карьера
Мартин Адамски дебютировал в Экстралиге за «Пльзень» в сезоне 2001/02. Всего в пльзеньском клубе Адамски провёл 9 сезонов. С сезона 2010/11 играет за «Оцеларжи Тршинец». В составе «Тршинца» Адамски стал чемпионом Чехии 2011 года, а также дважды (в 2015 и 2018 годах) становился серебряным призёром чешского чемпионата. В 2019 во второй раз выиграл Экстралигу, уже в качестве капитана команды. Завершил карьеру после окончания сезона 2020/21.

## Достижения
Чемпион Экстралиги 2011 и 2019
 Серебряный призёр Экстралиги 2015 и 2018

## Статистика
- Чешская экстралига — 937 игр, 413 очков (223+190)
- Чешская первая лига — 83 игры, 37 очков (20+17)
- Чешская вторая лига — 12 игр, 11 очков (6+5)
- Канадская хоккейная лига — 35 игр, 18 очков (6+12)
- Лига Восточного побережья — 9 игр
- Лига чемпионов — 28 игр, 16 очков (8+8)
- Кубок Шпенглера — 8 игр, 3 очка (1+2)
- Сборная Чехии — 16 игр
- Всего за карьеру — 1128 игр, 498 очков (264+234)